# Martin von Molitor
Martin von Molitor (Vienna, 21 febbraio 1759 – Vienna, 16 aprile 1812) è stato un pittore austriaco.

## Biografia
Molitor si iscrisse all'Accademia di Belle Arti di Vienna dove ebbe come professore Johann Christian Brand. Diventò un pittore paesaggistico e di animali. Nel 1802, fece un viaggio in Tirolo con Jakob Gauermann per fare un po' di vedutismo.